# Mike Mika

a Compétitions nationales et continentales officielles uniquement.

b Matchs officiels uniquement.
Dernière mise à jour le 26 août 2018.
 Mike Mika, né le 24 juillet 1968 à Lower Hutt  (Nouvelle-Zélande), est un joueur de rugby à XV international samoan. Il évolue au poste de pilier (1,85 m pour 114 kg).

## Carrière

### En club
- 1992-1997 : Otago
- 1996-1998 : Highlanders (Super 12)
- 1997-1998 : Southland[2]
- 1998-2003 : Coventry RFC[3]

### En équipe nationale
Il a eu sa première cape internationale le 13 avril 1995, à l’occasion d’un match contre l'équipe d'Afrique du Sud.

## Palmarès
- 15 sélections avec l'Équipe des Samoa de rugby à XV
- Sélections par année : 7 en 1995, 2 en 1997, 6 en 1999.

- Coupes du monde disputées: 1995 (4 matchs, 4 comme titulaire), 1999 (3 matchs, 0 comme titulaire).